# Prometheus (Raketentriebwerk)
Prometheus ist ein für Wiederverwendbarkeit optimiertes Raketentriebwerk der Europäischen Weltraumorganisation, welches als Treibstoff kryogenes Methan und kryogenen Sauerstoff verwendet.
Das Projekt wurde im Jahr 2017 gestartet und ein erster Prototyp dieser Triebwerksart gebaut (Stand: 2023). Vergleichbar mit dem Vorgehen bei dem US-amerikanischen Unternehmen SpaceX soll mit diesem Triebwerk der Einsatz in wiederverwendbaren Raketen untersucht werden. Zusätzlich wurde bei der ESA auch das Projekt Themis gestartet, um die Möglichkeiten eines Einsatzes dieses Triebwerks in der Trägerrakete Ariane Next, dem Nachfolgemodell der Ariane 6, zu ermitteln. Zudem soll es möglicherweise in einer späteren Version der Ariane 6 selbst und in der kleineren französischen Rakete Maia verwendet werden.
Bei der Bezeichnung Prometheus handelt es sich um ein Backronym aus der ursprünglich französischen Projektbezeichnung PROMETHEE, das für „Precursor Reusable Oxygen Methane cost Effective propulsion System“ steht, und aus dem Namen des Titanen Prometheus aus der griechischen Mythologie, dem Schöpfer der Menschheit und dem Gott des Feuers, der bekannt dafür ist, der Menschheit den Göttern zum Trotz Feuer zu bringen.
Das Entwicklungsprogramm wurde zuerst bis 2020 finanziert. Am 17. Mai 2021 wurde dann zwischen der ArianeGroup und der ESA ein Vertrag unterzeichnet, der die Weiterentwicklung des Prometheus-Triebwerks und die Neuentwicklung eines kleineren Triebwerks mit der Bezeichnung  Phoebus für eine Oberstufe sicherstellen soll.
Die Zielsetzung besteht darin, das Triebwerk zu wesentlich niedrigeren Kosten im Vergleich zu den bisher in Europa gefertigten Triebwerken herzustellen, vor allem weil es wiederverwendbar ist und mit moderneren Fertigungsmethoden hergestellt werden soll. Gemäß Planung sollen damit die Kosten für das Prometheus-Triebwerk auf etwa ein Zehntel der Kosten des Vulcain Triebwerks der ersten Stufe der Ariane 5 gesenkt werden.

## Allgemeine Merkmale
Das Triebwerk soll über folgende Funktionen verfügen:
- Methan-Sauerstoff-Treibstoff.
- Es soll verstärkt ein Metall-3D-Druck (bis zu 50 % des Motors) zum Einsatz kommen.[6]
- Ein offener Gas-Generator-Zyklus.[8]
- Schub 980 kN (~ 100 Tonnen), ein von 30 % bis 110 % variabler Schub.[8]
- Kammerdruck 100 bar (10.000 kPa).[8]
- Spezifischer Impuls 360 s (/sp).
- 3 bis 5 Mal wiederverwendbar.
- Rund 1 Million Euro Produktionskosten.[8]

## Geschichte
Die Europäische Weltraumorganisation (ESA) startete im Juni 2017 mit der Finanzierung der Entwicklung des Prometheus-Triebwerks. 85 Millionen € stammten diesbezüglich aus dem Vorbereitungsprogramm für künftige Raketentriebwerke, wobei 63 % von Frankreich beigesteuert wurden.
Im Juni 2017 deutete Patrick Bonguet, Leiter des Ariane-6-Trägerraketenprogramms bei Arianespace, an, dass es möglich wäre, dass das Prometheus-Triebwerk in einer künftigen Version der erweiterbaren Ariane-6-Trägerrakete eingesetzt werden könne. Eine „gestraffte Version des Vulcain-Raketentriebwerks mit der Bezeichnung Vulcain 2.1 hätte“ in diesem Szenario „die gleiche Leistung wie Vulcain 2“. Es wurde dann davon ausgegangen, dass die erweiterbare Ariane 6 ihren ersten Start im Jahr 2020 absolvieren würde.
Die ESA war bis Juni 2020 mit diesem Plan an Bord. Sie hatte sich damit einverstanden erklärt, die Entwicklung des Vorgängermodells des Prometheus-Triebwerks komplett zu finanzieren, um „die Triebwerksentwicklung zu einer für die Industrie geeigneten technischen Reife zu bringen“. Die im Juni 2020 angegebene Zielsetzung des gesamten Programms bestand darin, die Prometheus-Technologie dafür zu nutzen, möglicherweise „die Produktionskosten des aktuellen Ariane-5-Vulcain-2-Triebwerks der Hauptstufe um den Faktor zehn zu senken“.
Am 6. Dezember 2021 gab der französische Finanzminister Bruno Le Maire bekannt, dass als Teil des Investionsprogramms „France 2030“ 1,5 Milliarden Euro in die französische Weltraum-Industrie investiert werden sollen. Damit finanziert die französische Regierung auch die Entwicklung der Kleinrakete Maia, die bis zu einer Tonne Nutzlast in eine LEO-Umlaufbahn befördern soll. Sie soll ebenfalls das Prometheus-Triebwerk verwenden und bereits 2026, vier Jahre vor der Ariane Next, starten. Diese Initiative ist ein rein französisches Programm. In anderen Nationen, die ebenfalls an der Entwicklung der Ariane Next beteiligt sind, etwa in Deutschland, werden zum Teil ebenfalls Kleinraketen entwickelt, die in direkter Konkurrenz zu Maia stehen dürften. Eric Berger, Weltraumkorrespondent bei Ars Technica hält es in dieser durch nationale Interessen geprägten politischen Gemengelage für unwahrscheinlich, dass die durch Prometheus ermöglichten Trägerraketen gegenüber den US-amerikanischen Systemen wettbewerbsfähig sind.
Am 22. Juni 2023 wurde das Triebwerk 12 Sekunden lang in einem freistehenden Teststand der ArianeGroup in Vernon getestet. Es war das erste Mal, dass dieses Triebwerk zu Testzwecken erfolgreich gezündet wurde.